# NGC 32
NGC 32 es un sistema estelar situado en la constelación de Pegaso sus coordenadas son latitud galáctica -43.036057º y longitud galáctica 109.756360º.
Fue descubierta el 10 de octubre de 1861, por el astrónomo Johann Friedrich Julius Schmidt (1825−1884).
Fuentes de datos de NGC 32
- [NGC] New General Catalogue / [IC] Index Catalogue (Dreyer - 1888, 1895, 1908)
- [HC-PSDB] NGC Historical Notes Database (Corwin - 1996 thru 2006)
- [RE-NGCDDB] NGC Discoverer's Database (Erdmann 1990 - 2006)
- [HC-PPL] NGC/IC Accurate Positions List Database (Corwin - 1996 thru 2006)
- [SG-NGCO] NGC/IC Observations Database (Gottlieb - 1998 thru 2006)
- [RE-AZDB] The Arizona Database®, V15.5 (Erdmann - 1987 thru 2006)
- [DSS] Digitized Sky Survey - 1st (102 CD-ROM) and 2nd (Web Site) Generation (STScI - 1994)
- [NED] NASA's Extragalactic Database (NED)